# Erick Noriega
Evaristo Antonio Noriega Meneses, conocido como Erick Noriega (El Tigre, 8 de agosto de 1952 - Caracas, 11 de mayo de 2016) fue un actor venezolano que formó parte del elenco de varias telenovelas de Radio Caracas Televisión (RCTV) y Venevisión.

## Biografía.
Erick Noriega nació en la localidad venezolana de El Tigre en el Estado Anzoátegui.Desde muy joven, se apasionó con la actuación. Cuando era niño solía colarse en el cine de su pueblo para mirar películas de Germán Valdés y Pedro Infante.Estudió actuación en la Escuela de Artes Escénicas Juana Sujo. Poco tiempo después, empezó a trabajar en Radio Caracas Televisión(RCTV).
Inició su carrera actoral en dicha cadena de televisión en Abandonada dirigida por Juan Lamata. Posteriormente, participó en Doña Bárbara, Sacrificio de mujer, Por amor, Raquel, Estefanía, La hija de Juana Crespo, Sangre azul, Amada mía, Luz Marina, Mi gorda bella y cuentos de Rómulo Gallegos. También trabajó para Venevisión en las telenovelas Emperatriz, María María, La llaman Mariamor, Piel, Cruz de nadie entre otras.

### Fallecimiento.
Noriega falleció en un baño público de Lídice de Caracas.

## Telenovelas.
En este apartado, se muestra un listado en las que Noriega formó parte del elenco:
- Mi gorda bella (2003) como Benigno Matiz.
- Doña Bárbara.
- Sacrificio de mujer.
- La mujer perfecta (2010) como Cheo.
- Por amor.
- Raquel (1973 - 1975) como Nelson.
- Estefanía (1979) como Rafael Contreras.
- La hija de Juana Crespo.
- Sangre azul (1979).
- Amada mía (1981).
- Luz Marina.
- Emperatriz (1990) como Urbano Guevara.
- María María (1989 - 1990) como William.
- La llaman Mariamor (1996) como Moriche.
- Piel (1992).
- Cruz de nadie (1994 - 1995) como Padre Puerta.
- Un esposo para Estela (2009 - 2010) como Pío Doce.
- Abandonada
- Vivir para amar (2015 - 2016) como Milton.